# Psychiatrisch Ziekenhuis Sancta Maria
Het Psychiatrisch Ziekenhuis Sancta-Maria is een katholiek psychiatrisch ziekenhuis gelegen te Melveren. Het werd al opgericht in 1841 door de Zusters van Liefde op gronden van Ida Fourier, een revolutionaire uit Wellen. De naam was toen: Asile Sainte-Marie des Soeurs de la Charité à Saint-Trond a.s.b.l.. Het instituut breidde zich voortdurend uit en in 1933 verzorgde het reeds 818 patiënten. 
De gebouwen in de binnenstad bleken uiteindelijk verouderd en onveilig. In 1969 werd buiten de stad, in Melveren, de grondslag voor een nieuw ziekenhuis gelegd, op een terrein van 18 ha. Hier waren nog 300 bedden. De verstandelijk gehandicapte patiënten werden in andere, speciaal voor hen bedoelde, inrichtingen opgenomen. Aldus werd de opzet van dit nieuwe ziekenhuis minder massaal. Toen kreeg het de naam: Psychiatrisch Ziekenhuis Sancta-Maria.
In 2011 fusioneerde het ziekenhuis met het Psychiatrisch Ziekenhuis Ziekeren tot Asster.